# Liste der höchsten Bauwerke in Köln
Die Liste der höchsten Bauwerke in Köln enthält alle Bauwerke (etwa Kirchengebäude, Kamine oder Funktürme), die in Köln stehen oder standen und eine Höhe von mindestens 75 Metern erreichen.
| Name                                              | Typ                    | Baujahr | Höhe     | Koordinaten                     | Bemerkungen | Foto |
| ------------------------------------------------- | ---------------------- | ------- | -------- | ------------------------------- | --- | ---- |
| Colonius                                          | Sendeturm (Stahlbeton) | 1981    | 266,00 m | 50° 56′ 49,5″ N, 6° 55′ 55″ O   | |      |
| Kamin des Heizkraftwerks Köln-Merkenich           | Kamin                  |         | 250,00 m | 51° 1′ 4,8″ N, 6° 57′ 52,2″ O   | |      |
| Altes Heizkraftwerk Köln-Niehl                    | Gebäude mit Kamin      | 1976    | 180,00 m | 50° 58′ 28,5″ N, 6° 59′ 13,6″ O | 2008 abgerissen |      |
| Großer Kamin der Rheinland Raffinerie Godorf      | Kamin                  |         | 175,00 m | 50° 51′ 38,9″ N, 6° 58′ 51,3″ O | |      |
| Hohe Domkirche St. Peter und Maria („Kölner Dom“) | Kirche                 | 1880    | 157,38 m | 50° 56′ 28,7″ N, 6° 57′ 28,7″ O | |      |
| Kamin der GVG                                     | Kamin                  |         | 150,00 m | 51° 0′ 1,4″ N, 6° 56′ 36,3″ O   | |      |
| Kölnturm                                          | Hochhaus               | 2001    | 148,10 m | 50° 56′ 53,2″ N, 6° 56′ 34,9″ O | |      |
| Colonia-Haus                                      | Hochhaus               | 1972    | 147,00 m | 50° 57′ 38,1″ N, 6° 58′ 55,4″ O | |      |
| Funkhaus am Raderberggürtel                       | Hochhaus               | 1978    | 138,00 m | 50° 54′ 9,3″ N, 6° 57′ 39,7″ O  | Zwischen 2019 und März 2021 vollständig zurückgebaut                                                                             |      |
| Uni-Center                                        | Hochhaus               | 1973    | 131,00 m | 50° 55′ 18,7″ N, 6° 55′ 58″ O   | Wohnhochhaus mit 45 Stockwerken                                                                                                  |      |
| Heizkraftwerk Köln-Merkenich, Kleiner Kamin       | Kamin                  |         | 120,00 m | 51° 1′ 1,9″ N, 6° 57′ 50,8″ O   | |      |
| Kamin der Ford-Werke Köln-Niehl                   | Kamin                  |         | 115,00 m | 51° 0′ 50,9″ N, 6° 58′ 0,9″ O   | |      |
| Pollonius                                         | Sendeturm (Stahlbeton) | 1992    | 115,00 m | 50° 55′ 17,8″ N, 7° 0′ 16,3″ O  | |      |
| TÜV Rheinland                                     | Hochhaus               | 1974    | 112,00 m | 50° 55′ 27,6″ N, 6° 59′ 31,7″ O | |      |
| Fordturm                                          | Stahlfachwerkturm      | 1951    | 112,00 m | 50° 56′ 59,4″ N, 6° 58′ 50,6″ O | 1963 abgerissen |      |
| Ringturm                                          | Hochhaus               |         | 109,00 m | 50° 57′ 4,5″ N, 6° 57′ 35,6″ O  | |      |
| Justizzentrum Köln mit Land- und Amtsgericht      | Hochhaus               |         | 105,00 m | 50° 55′ 21,3″ N, 6° 56′ 9,4″ O  | Bei bestimmten Wetterbedingungen treten am Eingang starke Fallwinde auf                                                          |      |
| Kölntriangle                                      | Hochhaus               | 2005    | 103,20 m | 50° 56′ 25,5″ N, 6° 58′ 18,6″ O | |      |
| Herkules-Hochhaus                                 | Hochhaus               | 1969    | 102,00 m | 50° 57′ 1,2″ N, 6° 56′ 1,4″ O   | |      |
| DeutschlandRadio                                  | Hochhaus               | 1975    | 102,00 m | 50° 54′ 10,1″ N, 6° 57′ 34,6″ O | |      |
| Hochfackel Industriepark Köln-Nord                | Kamin                  |         | 100,00 m | 51° 0′ 57,5″ N, 6° 56′ 13,8″ O  | |      |
| Kamin Restmüllverbrennungsanlage Köln             | Kamin                  |         | 99,5 m   | 51° 0′ 25,2″ N, 6° 56′ 56,1″ O  | |      |
| Rheinsternhaus                                    | Hochhaus               |         | 96,00 m  | 50° 57′ 8,3″ N, 6° 58′ 4,3″ O   | Wohnhochhaus, 27 Stockwerke |      |
| Lufthansa Hochhaus                                | Hochhaus               | 1969    | 95,00 m  | 50° 56′ 14,8″ N, 6° 58′ 14,2″ O | umgebaut zum Lanxess-Tower |      |
| Lanxess Tower                                     | Hochhaus               | 1969    | 95,00 m  | 50° 56′ 14,9″ N, 6° 58′ 14,4″ O | ehemals Lufthansa-Hochhaus |      |
| Bettenhaus des Universitätsklinikums Köln         | Hochhaus               | 1971    | 89,00 m  | 50° 55′ 24,8″ N, 6° 55′ 1,3″ O  | |      |
| Studioturm Deutsche Welle                         | Hochhaus               | 1976    | 86,00 m  | 50° 54′ 11,4″ N, 6° 57′ 39,6″ O | |      |
| DKV-Versicherung                                  | Hochhaus               | 1966    | 84,00 m  | 50° 56′ 15,8″ N, 6° 54′ 26,9″ O | 2001 renoviert |      |
| Groß St. Martin                                   | Kirche                 | 1250    | 84,00 m  | 50° 56′ 18,6″ N, 6° 57′ 41,8″ O | |      |
| Herz-Jesu-Kirche                                  | Kirche                 | 1909    | 83,41 m  | 50° 55′ 49,4″ N, 6° 56′ 23,6″ O | |      |
| Messeturm Köln                                    | Hochhaus               |         | 80,00 m  | 50° 56′ 39,7″ N, 6° 58′ 12″ O   | |      |
| Türme des Rundfunksenders Köln-Raderthal          | Holzturm               | 1927    | 80,00 m  | 50° 53′ 49,2″ N, 6° 57′ 38,9″ O | 2 freistehende Holztürme, die eine T-Antenne für einen Mittelwellensender trugen, abgebaut nach der Stilllegung am 21. März 1932 |      |
| Wohnheim der Sporthochschule                      | Hochhaus               | 1973    | 77,00 m  | 50° 56′ 14,3″ N, 6° 52′ 15,7″ O | |      |
| Bonner Straße 211                                 | Hochhaus               | 1971    | 76,00 m  | 50° 54′ 42,4″ N, 6° 57′ 46,5″ O | |      |
| Lanxess Arena                                     | Stadion                | 1998    | 76,00 m  | 50° 56′ 18,8″ N, 6° 58′ 58,8″ O | hieß bis zur Umbenennung 2008 Kölnarena                                                                                          |      |
| Deutsche Telekom AG                               | Hochhaus               |         | 75,00 m  | 50° 56′ 46,3″ N, 6° 55′ 50,2″ O | |      |

- Karte mit allen Koordinaten:
- OSM |
- WikiMap